# Bakić (Slatina)
Pour les articles homonymes, voir Bakić.
Bakić est un village de la municipalité de Slatina situé dans le comitat de Virovitica-Podravina en Croatie.